# Distretto di Masindi
Il distretto di Masindi è un distretto dell'Uganda, situato nella Regione occidentale.